# Juncus persicus
Juncus persicus — вид рослин із родини ситникових (Juncaceae), що зростає в Євразії.

## Середовище проживання
Зростає в Євразії від Криму й Туреччини до Монголії.

## Синонім
Синонім: Juncus gerardi subsp. persicus (Boiss.) Snogerup